# Diocesi di Santo Ângelo

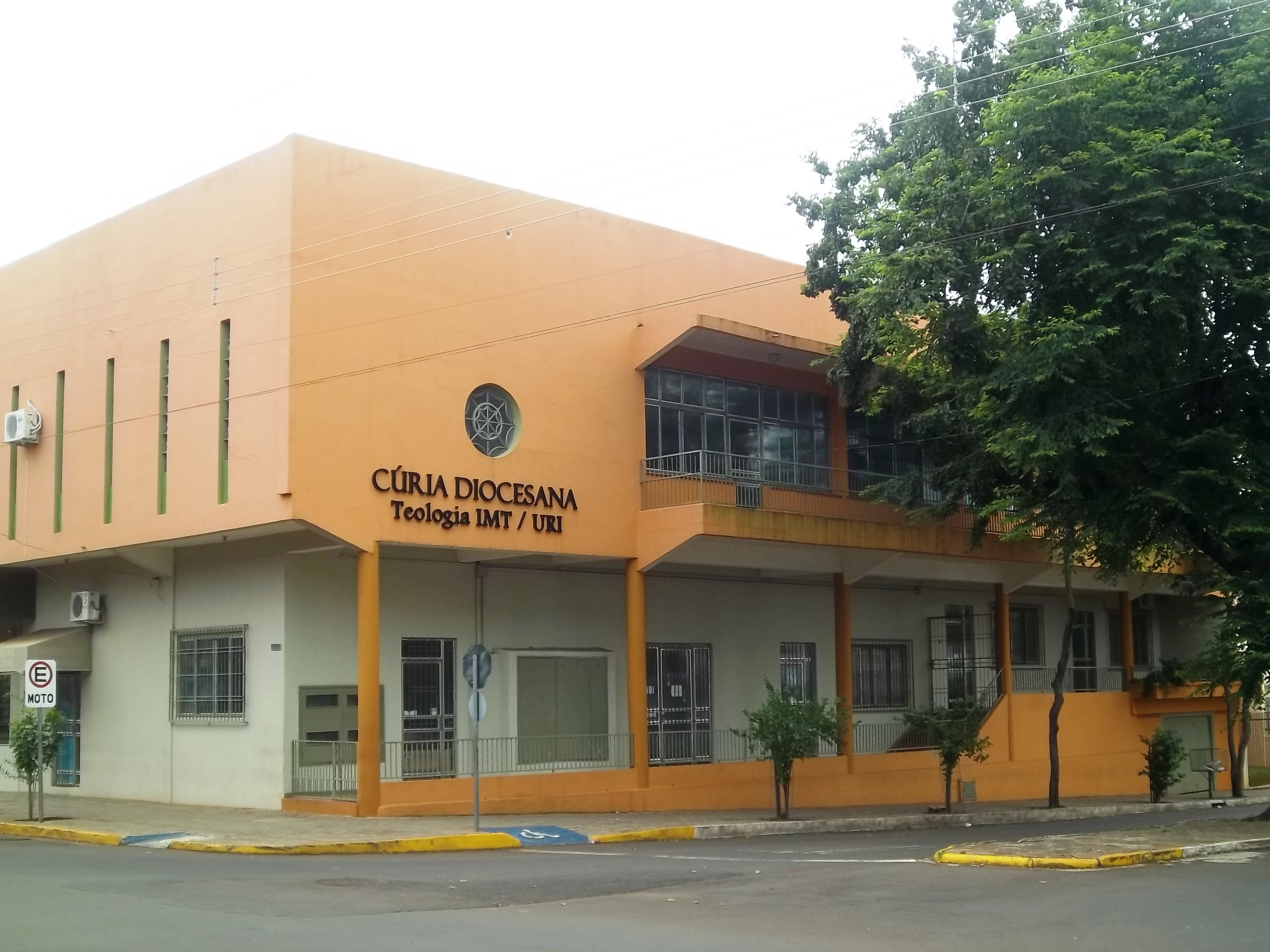
La curia diocesana di Santo Ângelo.

La diocesi di Santo Ângelo (in latino: Dioecesis Angelopolitana) è una sede della Chiesa cattolica in Brasile suffraganea dell'arcidiocesi di Santa Maria. Nel 2022 contava 335.000 battezzati su 465.901 abitanti. È retta dal vescovo Liro Vendelino Meurer.

## Territorio
La diocesi comprende 48 comuni dello stato brasiliano del Rio Grande do Sul: Santo Ângelo, Alecrim, Alegria, Augusto Pestana, Boa Vista do Buricá, Bossoroca, Caibaté, Campina das Missões, Cândido Godói, Catuípe, Cerro Largo, Chiapetta, Dezesseis de Novembro, Doutor Maurício Cardoso, Entre-Ijuís, Eugênio de Castro, Garruchos, Giruá, Guarani das Missões, Horizontina, Independência, Inhacorá, Jóia, Mato Queimado, Novo Machado, Pirapó, Porto Lucena, Porto Mauá, Porto Vera Cruz, Porto Xavier, Rolador, Roque Gonzales, Salvador das Missões, Santa Rosa, Santo Antônio das Missões, Santo Cristo, São José do Inhacorá, São Luiz Gonzaga, São Miguel das Missões, São Nicolau, São Paulo das Missões, São Pedro do Butiá, Senador Salgado Filho, Sete de Setembro, Tucunduva, Tuparendi, Ubiretama e Vitória das Missões.
Sede vescovile è la città di Santo Ângelo, dove si trova la cattedrale dei Santi Angeli Custodi (Catedral Anjo da Guarda).
Il territorio si estende su una superficie di 18.572 km² ed è suddiviso in 40 parrocchie.

## Storia
La diocesi è stata eretta il 22 maggio 1961 con la bolla Apostolorum exemplo di papa Giovanni XXIII, ricavandone il territorio dalla diocesi di Uruguaiana. Originariamente era suffraganea dell'arcidiocesi di Porto Alegre.
Nel 2001 la diocesi si è ampliata, incorporando la parrocchia e il territorio comunale di Santo Antônio das Missões, che erano appartenuti alla diocesi di Uruguaiana.
Con decreto del vescovo Estanislau Amadeu Kreutz, il 29 settembre 2002 i santi Roque González de Santa Cruz, Afonso Rodrigues e João de Castilho sono stati proclamati compatroni della diocesi, assieme ai Santi Angeli Custodi.
Il 13 aprile 2011 è entrata a far parte della provincia ecclesiastica dell'arcidiocesi di Santa Maria.

## Cronotassi dei vescovi
Si omettono i periodi di sede vacante non superiori ai 2 anni o non storicamente accertati.
- Aloísio Leo Arlindo Lorscheider, O.F.M. † (3 febbraio 1962 - 26 marzo 1973 nominato arcivescovo di Fortaleza)
- Estanislau Amadeu Kreutz † (21 dicembre 1973 - 15 giugno 2004 ritirato)
- José Clemente Weber (15 giugno 2004 - 24 aprile 2013 ritirato)
- Liro Vendelino Meurer, dal 24 aprile 2013

## Statistiche
La diocesi nel 2022 su una popolazione di 465.901 persone contava 335.000 battezzati, corrispondenti al 71,9% del totale.
| anno | popolazione | popolazione | popolazione | presbiteri | presbiteri | presbiteri | presbiteri                | diaconi | religiosi | religiosi | parrocchie |
| anno | battezzati  | totale      | %           | numero     | secolari   | regolari   | battezzati per presbitero | diaconi | uomini    | donne     | parrocchie |
| ---- | ----------- | ----------- | ----------- | ---------- | ---------- | ---------- | ------------------------- | ------- | --------- | --------- | ---------- |
| 1966 | 360.000     | 400.000     | 90,0        | 67         | 29         | 38         | 5.373                     |         | 50        | 230       | 25         |
| 1970 | 360.000     | 430.000     | 83,7        | 65         | 31         | 34         | 5.538                     |         | 59        | 270       | 27         |
| 1976 | 425.000     | 530.000     | 80,2        | 73         | 36         | 37         | 5.821                     | 2       | 69        | 475       | 28         |
| 1977 | 421.000     | 529.000     | 79,6        | 83         | 44         | 39         | 5.072                     | 2       | 88        | 480       | 30         |
| 1987 | 480.000     | 590.000     | 81,4        | 88         | 62         | 26         | 5.454                     | 3       | 61        | 399       | 36         |
| 1999 | 396.000     | 495.000     | 80,0        | 80         | 52         | 28         | 4.950                     | 2       | 65        | 345       | 38         |
| 2000 | 390.000     | 500.000     | 78,0        | 82         | 53         | 29         | 4.756                     | 2       | 68        | 340       | 38         |
| 2001 | 385.000     | 500.000     | 77,0        | 82         | 54         | 28         | 4.695                     | 2       | 71        | 320       | 38         |
| 2002 | 385.000     | 500.000     | 77,0        | 82         | 55         | 27         | 4.695                     | 2       | 78        | 318       | 38         |
| 2003 | 392.000     | 510.000     | 76,9        | 92         | 68         | 24         | 4.260                     | 3       | 86        | 312       | 39         |
| 2004 | 389.000     | 508.000     | 76,6        | 114        | 92         | 22         | 3.412                     | 4       | 68        | 314       | 39         |
| 2010 | 395.000     | 541.000     | 73,0        | 81         | 58         | 23         | 4.876                     | 1       | 47        | 222       | 40         |
| 2014 | 414.000     | 568.000     | 72,9        | 78         | 55         | 23         | 5.307                     | 1       | 32        | 159       | 40         |
| 2017 | 424.635     | 582.590     | 72,9        | 71         | 55         | 16         | 5.980                     | 1       | 32        | 122       | 40         |
| 2020 | 331.300     | 460.100     | 72,0        | 76         | 57         | 19         | 4.359                     | 1       | 24        | 163       | 40         |
| 2022 | 335.000     | 465.901     | 71,9        | 72         | 53         | 19         | 4.652                     | 1       | 24        | 140       | 40         |